# Molecular Psychiatry
Molecular Psychiatry — це рецензований науковий журнал, який видає Nature Portfolio, та охоплює дослідження в молекулярній психіатрії.
Molecular Psychiatry публікує роботи, спрямовані на з'ясування біологічних механізмів, що лежать в основі психічних розладів, та їх лікування. Акцент робиться на дослідженнях на стику доклінічних і клінічних досліджень, включаючи дослідження на клітинному, молекулярному, інтегративному, клінічному рівнях, рівнях нейровізуалізації та психофармакології.
Має дочірній журнал з відкритим доступом і найвищим рейтингом серед журналів з відкрити доступом в галузі психіатрії — Translational Psychiatry.

## Реферування та індексування
Журнал реферується та індексується за:
- Current Contents
- Current Contents/Life Sciences
- EMBASE/Excerpta Medica
- MEDLINE/Index Medicus
- Neuroscience Citation Index
- PsycINFO
- Research Alert
- Science Citation Index
- Science Citation Index Expanded
- SciSearch

Згідно з Journal Citation Reports, Molecular Psychiatry мав імпакт-фактор 13,437 у 2021 році, що поставило його на 6 місце серед 156 журналів у категорії «Психіатрія», на 6 місце серед 273 журналів у категорії «Нейронаука» та на 11 місце серед 298 журналів у категорії «Біохімія та молекулярна біологія».